# Sugar Bowl 2025
Match précédent Match suivant
Le Sugar Bowl 2025 est un match de football américain de niveau universitaire qui se tient après la saison régulière de 2024, le 2 janvier 2025, au Caesars Superdome de La Nouvelle-Orléans en Louisiane.
Initialement programmé à 20 h 45 le 1er janvier 2025, il a été reporté au 2 janvier 2025 à la suite d'un attentat terroriste perpétré la nuit du réveillon de la Saint-Sylvestre dans le Vieux Carré français du centre ville,.
Le match est retransmis en télévision sur ESPN et constitue un des quarts de finale du College Football Playoff.
Il s'agit de la 91e édition du Sugar Bowl.
Il met en présence les équipes de Notre Dame (classée no 5 et tête de série no 7 du CFP) et de Georgia (classée no 2 et tête de série no 2 du CFP).
Sponsorisé par la société Allstate, la rencontre est officiellement dénommée Allstate Sugar Bowl 2025.
Notre Dame remporte le match 23 à 10 et se qualifie pour la demi-finale du CFP jouée le 9 janvier 2025 à l'occasion de l'Orange Bowl 2025.

## Équipes
Le mach met en présence deux équipes sélectionnées après la saison régulière par le Comité du College Football Playoff (CFP).
L'équipe considérée comme jouant à domicile (Georgia) a été dispensée du premier tour du tournoi final du CFP et en a été désignée tête de série no 2.
L'équipe considérée comme visiteuse (Notre dame) est issue du premier tour du tournoi et en a été désignée tête de série no 7.
Le vainqueur accède à la demi-finale du CFP jouée à l'occasion de l'Orange Bowl 2025.
| Équipes | Couleurs | Conférences | Entraîneurs                     | Stats. saison rég. | Classements avant le bowl | Classements avant le bowl | Classements avant le bowl |
| --- | -------- | ----------- | ------------------------------- | ------------------ | ------------------------- | ------------------------- | ------------------------- |
| Équipes | Couleurs | Conférences | Entraîneurs                     | Stats. saison rég. | CFP                       | AP                        | Coaches                   |
| Fighting Irish de Notre Dame                                                                                 |          | Indépendant | Marcus Freeman (en) (3e saison) | 12 - 1             | no 5                      | no 3                      | no 3                      |
| Bulldogs de la Géorgie                                                                                       |          | SEC         | Kirby Smart (9e saison)         | 11 - 2             | no 2                      | no 2                      | no 2                      |
| - Arbitre : Michael Vandervelde (Big 12) - Équipe donnée favorite par les bookmakers : Georgia par 1½ points |          |             |                                 |                    |                           |                           |                           |

Il s'agit de la 4e rencontre entre les deux équipes, Georgia les ayant toutes remportées :
| Saison | Date              | Vainqueur | Score   | Perdant    | Compétition           |
| ------ | ----------------- | --------- | ------- | ---------- | --------------------- |
| 2019   | 21 septembre 2019 | Georgia   | 23 - 17 | Notre Dame | Saison régulière à GA |
| 2017   | 9 septembre 2017  | Georgia   | 20 - 19 | Notre Dame | Saison régulière à ND |
| 1980   | 1er janvier 1981  | Georgia   | 17 - 10 | Notre Dame | Sugar Bowl 1981       |

### Fighting Irish de Notre Dame
Notre Dame termine sa saison régulière avec un bilan en saison régulière de 11 victoires et 1 défaites, rencontrant et battant 4 équipes classées dans le Top 25 de l'AP (23-13 contre #20 Texas A&M, 31-24 contre #15 Louisville, 51-14 contre #24 Navy. et 49-14 contre #19 Army).
Ils terminent ainsi 5e du classement CFP et 3e des classements AP et Coaches.
Désignés 7e tête de série du tournoi final du CFP, ils ne sont pas exemptés du premier tour au cours duquel ils battent 27 à 17 les Hoosiers de l'Indiana, 10e tête de série.
Il s'agit de leur 5e participation au Sugar Bowl (bilan de 2-2) et le 44e bowl de leur histoire (bilan de 22 victoires contre 21 défaites) :
| Logo     | Postes         | Joueurs                                            | Statistiques                                                                              |
| -------- | -------------- | -------------------------------------------------- | ----------------------------------------------------------------------------------------- |
|          | Quarterback    | Riley Leonard                                      | 217/325 passes réussies pour 2 293 yards, 17 TDs, 6 interceptions, évaluation QB de 139,6 |
| Coureur  | Jeremiyah Love | 142 courses pour 1 057 yards nets gagnés et 13 TDs |                                                                                           |
| Receveur | Beaux Collins  | 36 réceptions pour 445 yards et 2 TDs              |                                                                                           |

### Bulldogs de la Géorgie
Georgia termine la saison régulière avec un bilan de 11 victoires et 2 défaites (6-2 en matchs de conférence) et remporte ensuite la finale de la conférence SEC 22 à 19,. Ils ont rencontré cinq équipes classées dans le Top 25 (victoires 34-3 contre #14 Clemson, 30-15 contre #1 Texas et 31-17 contre #7 Tennessee, défaites 34-41 contre #4 Alabama et 10-28 contre #16 Ole Miss).
Désignés no 2 aux classements CFP, AP et Coaches, ils sont qualifiés pour le tournoi du CFP.
À la suite de leur victoire en finale de conférence, ils sont désignés tête de série no 2 du tournoi du CFP et sont exempté du premier tour.
Il s'agit de leur 12e participation au Sugar Bowl (bilan de 5-6) et leur 63e bowl de leur histoire (38 victoires, 3 nuls et 21 défaites).
Le deuxième quarterback des Bulldogs, Gunner Stockton, dirigera l'équipe à la suite de la blessure à l'épaule du titulaire Carson Beck, survenue au cours de la prolongation de la finale de conférence SEC.
| Logo     | Postes       | Joueurs                                         | Statistiques                                                                                                |
| -------- | ------------ | ----------------------------------------------- | --- |
|          | Quarterback  | Carson Beck                                     | 290/448 passes réussies pour 3 485 yards, 28 TDs, 12 interceptions, évaluation QB de 145,3 (absent, blessé) |
| Coureur  | Nate Frazier | 129 courses pour 624 yards nets gagnés et 8 TDs | |
| Receveur | Arian Smith  | 47 réceptions pour 750 yards et 4 TDs           | |

## Résumé du match
Début du match à 15 h 11 locales, fin à  18 h 37 locales pour une durée totale de jeu de 3 h 26 min. Match joué en indoor, vent faible de 7 mi/h (11 km/h), températures de 61 degrés Fahrenheit (16 °C).
| QT            | Temps         | Drive         | Drive         | Drive         | Équipe        | Description de l'action                                                                                                | Score | Score |
| ------------- | ------------- | ------------- | ------------- | ------------- | ------------- | --- | ----- | ----- |
| QT            | Temps         | Jeux          | Yards         | TDP           | Équipe        | Description de l'action                                                                                                | ND    | UGA   |
| 2             | 12:14         | UGA           | 5             | 55            | 02:00         | FG de 41 yards par le K Peyton Woodring                                                                                | 0     | 3     |
| 2             | 08:20         | ND            | 8             | 49            | 03:54         | FG de 44 yards par le K Mich Jeter                                                                                     | 3     | 3     |
| 2             | 00:37         | ND            | 10            | 32            | 02:32         | FG de 44 yards par le K Mich Jeter                                                                                     | 6     | 3     |
| 2             | 00:28         | ND            | 1             | 13            | 00:06         | TD de 13 yards par le WR Beaux Collins (passe du QB Riley Leonard + 1 pt de conversion par le K Mitch Jeter)           | 13    | 3     |
|               |               |               |               |               |               | |       |       |
| 3             | 14:45         | ND            | -             | -             | -             | TD à la suite d'un retour de kickoff de 98 yards par le WR Jayden Harrison (+ 1 pt de conversion par le K Mitch Jeter) | 20    | 3     |
| 3             | 09:36         | UGA           | 5             | 63            | 02:12         | TD de 32 yards par le RB Cash Jones (passe du QB Gunner Stockton + 1 pt de conversion par le K Peyton Woodring)        | 20    | 10    |
|               |               |               |               |               |               | |       |       |
| 4             | 13:47         | ND            | 8             | 29            | 04:18         | FG de 47 yards par le K Mich Jeter                                                                                     | 23    | 10    |
| Score final : | Score final : | Score final : | Score final : | Score final : | Score final : | Score final : | 23    | 10    |

## Statistiques
| Systèmes | Noms          | Postes | Équipe     |
| -------- | ------------- | ------ | ---------- |
| Attaque  | Riley Leonard | QB     | Notre Dame |
| Défense  | Xavier Watts  | S      | Notre Dame |

| Statistiques                          | Fighting Irish de Notre Dame                            | Bulldogs de la Géorgie                                 |
| ------------------------------------- | ------------------------------------------------------- | ------------------------------------------------------ |
| 1er down                              | 11                                                      | 16                                                     |
| 1er down à la course                  | 8                                                       | 5                                                      |
| 1er down à la passe                   | 5                                                       | 9                                                      |
| 1er down suite pénalité               | 1                                                       | 3                                                      |
| Conversion de 3e down                 | 2/10                                                    | 2/11                                                   |
| Conversion de 4e down                 | 0/1                                                     | 0/2                                                    |
| Jeux–yards                            | 61 jeux pour 213 yards                                  | 61 jeux pour 294 yards                                 |
| Yards à la course                     | 26 courses pour 125 yards (moyenne de 4,8 yards/course) | 28 courses pour 69 yards (moyenne de 2,5 yards/course) |
| Yards à la passe                      | 86                                                      | 225                                                    |
| Passes: Réussies-Tentées-Interceptées | 14/23 passes complétées, 0 interception                 | 18/29 passes complétées, 0 interception                |
| Réussite en zone rouge/chances        | 1/2                                                     | 0/2                                                    |
| TD                                    | 1 à la passe et 1 par équipe spéciale                   | 1 à la passe                                           |
| Field Goals                           | 3/3                                                     | 1/1                                                    |
| Sacks (Nombre-Yards)                  | 4 pour 39 yards adverses perdus                         | 1 pour 11 yards adverses perdus                        |
| Fumbles (Nombre/Perdus)               | 0/0                                                     | 3/2                                                    |
| Pénalités (Nombre/Yards perdus)       | 10 pour 78 yards perdus                                 | 5 pour 41 yards perdus                                 |
| Temps de possession                   | 31:32                                                   | 28:28                                                  |

| Fighting Irish de Notre Dame |                  |                                                                                                 |
| Quarterback                  | Leonard Riley    | 15/24 passes complétées, 90 yards, 0 interception, 1 TD, 1 sack subi, évaluation QB de 107,8    |
| Meilleurs coureurs           | Riley Leonard    | 14 courses pour 80 yards, moyenne de 5,7 yards/course                                           |
| Meilleurs coureurs           | Jadarian Price   | 10 courses pour 37 yards, moyenne de 3,7 yards/course                                           |
| Meilleurs coureurs           | Jeremiyah Love   | 6 courses pour 19 yards, moyenne de 3,1 yards/course                                            |
| Meilleurs coureurs           | Jordan Faison    | 2 courses pour 9 yards, moyenne de 4,5 yards/course                                             |
| Meilleurs coureurs           | Jayden Thomas    | 1 courses pour 7 yards, moyenne de 7 yards/course                                               |
| Meilleurs receveurs          | Faison Jordan    | 4/4 réceptions pour 46 yards                                                                    |
| Meilleurs receveurs          | Mitchell Evans   | 3 réceptions pour 22 yards                                                                      |
| Meilleurs receveurs          | Beaux Collins    | 1 réception pour 13 yards, 1 TD                                                                 |
| Meilleurs receveurs          | Jaden Greathouse | 2 réceptions pour 6 yards                                                                       |
| Meilleurs receveurs          | Aneyas Williams  | 5 réceptions pour 5 yards                                                                       |
| Meilleurs receveurs          | Jayden Harrison  | 1 réception pour 4 yards                                                                        |
| Meilleurs receveurs          | Jeremiyah Love   | 1 réception pour 2 yards                                                                        |
| Meilleurs receveurs          | Riley Leonard    | 1 réception pour -8 yards                                                                       |
| Meilleur défenseur           | Adon Shuler      | 8 plaquages dont 5 en solo, 1 passe déviée, 1 FF                                                |
| Bulldogs de la Géorgie       |                  |                                                                                                 |
| Quarterback                  | Gunner Stockton  | 20/32 passes complétées, 234 yards, 0 interception, 1 TD, 4 sacks subis, évaluation QB de 134,2 |
| Meilleurs coureurs           | Trevor Etienne   | 11 courses pour 38 yards, moyenne de 3,5 yards/course                                           |
| Meilleurs coureurs           | Nate Frazier     | 4 courses pour 37 yards, moyenne de 9,2 yards/course                                            |
| Meilleurs coureurs           | Arian Smith      | 1 course pour 13 yards                                                                          |
| Meilleurs coureurs           | Dillon Bell      | 1 course pour 1 yard                                                                            |
| Meilleurs coureurs           | Cash Jones       | 2 courses pour -4 yards, moyenne de -2 yards/course                                             |
| Meilleurs receveurs          | Dillon Bell      | 6/12 réceptions pour 33 yards                                                                   |
| Meilleurs receveurs          | Cash Jones       | 2 réceptions pour 37 yards, 1 TD                                                                |
| Meilleurs receveurs          | Dominic Lovett   | 3 réceptions pour 36 yards                                                                      |
| Meilleurs receveurs          | Dillon Bell      | réceptions pour 33 yards                                                                        |
| Meilleurs receveurs          | Trevor Etienne   | 4 réceptions pour 26 yards                                                                      |
| Meilleurs receveurs          | Oscar Delp       | 2 réceptions pour 18 yards                                                                      |
| Meilleurs receveurs          | Henry Delp       | 2 réceptions pour 18 yards                                                                      |
| Meilleurs receveurs          | Nate Frazier     | 2 réceptions pour 17 yards                                                                      |
| Meilleur défenseur           | Smael Mondon Jr. | 9 plaquages dont 4 en solo, 1 TFL (11 yards), 1 sack (11 yards)                                 |

## Sécurité
Lors de la nuit de la Saint-Sylvestre 2025 un attentat terroriste a lieu dans le Vieux Carré français (voir Attentat de La Nouvelle-Orléans) non loin du Caesars Superdome où devait se tenir le Sugar Bowl. Jeff Hundley, président du Sugar Bowl se dit dévasté par les évènements. Pour des raisons de sécurité, le Sugar Bowl est reporté au lendemain, soit le 2 janvier 2025 par les autorités.